# Царевщинский сельсовет
Царевщинский сельсовет — муниципальное образование со статусом сельского поселения в Мокшанском районе Пензенской области Российской Федерации.
Административный центр — село Царевщино.

## История
Статус и границы сельского поселения установлены Законом Пензенской области от 2 ноября 2004 года № 690-ЗПО «О границах муниципальных образований Пензенской области».
22 декабря 2010 года в соответствии с Законом Пензенской области № 1992-ЗПО в состав сельсовета включена территория упраздненного Юловского сельсовета.

## Население
| 2002 | 2010 | 2012  | 2013  | 2014  | 2015 | 2016 |
| ---- | ---- | ----- | ----- | ----- | ---- | ---- |
| 894  | ↘835 | ↗1094 | ↗1133 | ↘1091 | ↘999 | ↘894 |
| 2017 | 2018 | 2021  |       |       |      |      |
| ↘887 | ↘870 | ↘620  |       |       |      |      |

## Состав сельского поселения
| №  | Населённый пункт | Тип населённого пункта       | Население |
| -- | ---------------- | ---------------------------- | --------- |
| 1  | Беликово         | село                         | ↘68       |
| 2  | Белогорка        | село                         | ↘13       |
| 3  | Березовка        | посёлок                      | 7         |
| 4  | Войково          | посёлок                      | 5         |
| 5  | Елизино          | село                         | ↘0        |
| 6  | Лопатино         | село                         | ↘43       |
| 7  | Малиновка        | посёлок                      | 12        |
| 8  | Муратовка        | село                         | ↘204      |
| 9  | Панкратовка      | деревня                      | 43        |
| 10 | Порецкое         | деревня                      | 11        |
| 11 | Царевщино        | село, административный центр | ↗551      |
| 12 | Юлово            | село                         | ↘136      |

## Известные уроженцы
- Бунин, Василий Дмитриевич  (1900—1945) — советский военачальник, полковник. Родился в селе Муратовка.